# تانجونغ بالاي
تانجونغ بالاي (بالإندونيسية: Kota Tanjungbalai)‏ هي مدينة تقع في مقاطعة سومطرة الشمالية في إندونيسيا. يقدر عدد سكانها بـ 154,426 نسمة ومساحتها 60.52 كم2 .